# Frente Revolucionario de Izquierda
El Frente Revolucionario de Izquierda (también conocido como el FRI) es un partido político boliviano de ultraizquierda fundado en la ciudad de La Paz el 23 de abril del año 1978 por el histórico dirigente comunista Oscar Zamora Medinaceli, el cual presidió el partido hasta su fallecimiento en 2017. Actualmente el presidente del partido es Édgar Guzmán Jáuregui y su secretario general es Wálter Villagra Romay.

## Historia
El Frente Revolucionario de Izquierda (FRI) se formó en una conferencia nacional de fuerzas de izquierda, celebrada en la ciudad de La Paz, Bolivia el 23 de abril de 1978. La reunión fue organizada por un comité de iniciativa (dirigido por el Dr. Guido Perales Aguilar como secretario permanente). La fundación de FRI en abril de 1978 fue una formalización de una cooperación informal ya existente entre diferentes grupos políticos. 
En ese entonces el FRI estaba compuesto por el Partido Comunista de Bolivia (Marxista-Leninista) (PCB (ML)), por el Partido Revolucionario de la Izquierda Nacionalista (PRIN), por el Partido Revolucionario de los Trabajadores de Bolivia (PRTB), por el partido POR-Combate, Vanguardia Comunista del POR (los dos últimos eran grupos trotskistas) y una agrupación independiente dirigida por Manuel Morales Dávila.
Aunque Óscar Zamora Medinaceli fue el presidente del Frente Revolucionario de Izquierda, el partido se encontraba políticamente bajo el control de Partido Comunista de Bolivia (Marxista-Leninista) (PCB (ML)). Cabe mencionar también, que la ex presidenta de Bolivia Lidia Gueiler Tejada ocupó el cargo de vicepresidenta del partido.

### Elecciones de 1978 y 1979
El candidato presidencial del FRI en las elecciones generales de 1978 fue Casiano Amurrio. Amurrio obtuvo 23 459 votos (1,2% de la votación a nivel nacional). En las elecciones parlamentarias el FRI obtuvo el mismo resultado.
En 1979, antes de las elecciones de ese año, el Partido Revolucionario de la Izquierda Nacionalista (PRIN) dejó al partido FRI para ir a unirse con el partido de la Unidad Democrática y Popular (UDP) de Hernán Siles Suazo. La agrupación ciudadana de Manuel Morales Dávila también se separó del FRI. 
Con estas rupturas, el partido FRI se convirtió en poco más que la fachada pública del Partido Comunista de Bolivia (Marxista-Leninista) (PCB (ML)), ya que otras facciones también habían abandonado el partido. El FRI intentó buscar fusionarse con el gran partido de ese entonces Unidad Democrática y Popular (UDP), pero falló. 
Pero para las elecciones de 1979, el FRI ya formaba parte de una coalición más grande, la Alianza Democrática (que también recibió la denominación oficial de Movimiento Nacionalista Revolucionario-Alianza), junto con el Movimiento Nacionalista Revolucionario (MNR), el Partido Demócrata Cristiano (PDC) y el Partido Revolucionario Auténtico (PRA) de Walter Guevara Arze). Lidia Gueiler Tejada fue la candidata a la vicepresidencia de esa alianza. El FRI ganó 5 escaños.

### Décadas de 1980 y 1990
En las elecciones parlamentarias de 1980 y 1985, el FRI se postuló en alianza con el Movimiento Nacionalista Revolucionario (MNR) ganando tres escaños en ambas elecciones. En las elecciones de 1989 y 1993, el FRI formó parte del Acuerdo Patriótico (que fue un pacto electoral entre Hugo Banzer de Acción Democrática Nacionalista y el Movimiento de Izquierda Revolucionaria), ganando en esas elecciones cuatro escaños en 1989 y 2 escaños en 1993. En 1997, el FRI ganó un escaño en una lista del MIR.

#### Participación política en municipales y regionales
Durante la década de 1990, la intervención en las políticas municipales por parte del partido se limitó generalmente al Departamento de Tarija y al Departamento de Cochabamba. El presidente de FRI, Oscar Zamora Medinaceli fue alcalde de Tarija en los periodos 1987-1989, 1994-1996 y 1996-1997. 
En las elecciones municipales de 1991, el partido obtuvo 20 179 votos (1,55% de la votación nacional), mientras que en la elección municipal de 1993 obtuvo 25 099 votos (2,24%). En las elecciones municipales de 1991, el partido tuvo el mayor porcentaje de candidatas en las principales ciudades entre todos los partidos en disputa (8 de 36 candidatos, 22.2%). En 1993, 11 de los 52 candidatos del FRI eran mujeres. En las elecciones municipales de 1995, el voto del partido alcanzó a los 53 540 votos (3,12%). El partido ganó 27 escaños en el consejo municipal (de 1985 en toda Bolivia). El partido ganó también 17 escaños en los consejos municipales (de un total de 1,700 en toda Bolivia) en las elecciones municipales de 1999.

### Actualidad (2000-presente)
Al comienzo del siglo XXI, el partido ya no tuvo mucha influencia en la política cotidiana del país como décadas anteriores (años 80 y años 90), pero apoyó la candidatura del político opositor al gobierno Mario Cossío para gobernador del Departamento de Tarija en las elecciones subnacionales de 2010.
El 18 de septiembre de 2014, semanas antes de las elecciones generales de ese año, el jefe de partido del FRI (Oscar Zamora Medinaceli) selló una alianza política con el partido Unidad Demócrata del empresario Samuel Doria Medina.
El 17 de noviembre de 2017, falleció el líder y dirigente histórico del FRI, Oscar "Motete" Zamora Medinaceli. Dos meses antes de su fallecimiento, la Cámara de Senadores de Bolivia le rindió un homenaje por su comprometida lucha para recuperar la democracia y en beneficio de progreso económico. Cabe mencionar que en sus últimos días, Zamora fue excluido de un juicio de responsabilidades por el delito de incumplimiento de deberes y resoluciones contrarias a la constitución cuando fue Ministro de Trabajo.
El 23 de abril de 2018, el partido celebró sus 40 años de fundación, con miras a buscar un candidato para las Elecciones generales de Bolivia de 2019 y de esa manera dar la contra al gran partido del Movimiento al Socialismo liderado por el presidente Evo Morales. El ex presidente de Bolivia Carlos Mesa Gisbert anunció su candidatura por el FRI a las elecciones presidenciales de 2019. 

### Expulsiones
El 11 de febrero de 2019, el comité ejecutivo del partido decidió expulsar al vicepresidente del partido Víctor Hugo Landivar por haber lanzado críticas contra el candidato presidencial Carlos Mesa y por proponer la anulación de la alianza que firmó el partido. Una semana después, el 18 de febrero , el comité ejecutivo también suspendió a Fabian Siñani (concejal del municipio de La Paz) por encontrarse supuestamente involucrado en tráfico de influencia con la empresa de manejo de desperdicios sólidos TERSA. Carlos Mesa declaró que "no es ético" la presencia del concejal.

## Resultados electorales

### Presidenciales
|  | 1.21 % |

|  | 35.89 % |

|  | 20.15 % |

|  | 30.36 % |

|  | 25.23 % |

|  | 21.05 % |

|  | 16.77 % |

|  | 24.23 % |

|  | 38.16 % |

|  | 28.83 % |

|  | 26.81 % |

### Parlamentarias
|  | 35.89 % |

|  | 20.15 % |

|  | 30.36 % |

|  | 25.23 % |

|  | 21.05 % |

|  | 16.77 % |

|  | 24.23 % |

|  | 38.16 % |

|  | 28.83 % |

|  | 26.81 % |

## Personajes históricos del partido
A lo largo de su historia, hubo varios personajes notables y trascendentes en la Historia de Bolivia, que pasaron por las filas del Frente Revolucionario de Izquierda, los cuales han sido y son:
- Lidia Gueiler Tejada (1921-2011): vicepresidenta y fundadora del partido FRI en 1978.[14]
- Domitila Barrios de Chungara (1937-2012): candidata a vicepresidenta de Bolivia por el FRI en las elecciones de 1978. Su figura se destaca a nivel nacional por su lucha contra las dictaduras militares de Hugo Banzer Suárez y René Barrientos Ortuño en favor de la recuperación de la democracia en el país.
- Oscar Zamora Medinaceli (1934-2017): dirigente histórico, fundador y Presidente del FRI por 39 años, desde 1978 hasta 2017.
- Casiano Amurrio Rocha (1942-): dirigente campesino cochabambino, fundador del partido y candidato a la Presidencia de Bolivia por el FRI, junto a la histórica dirigente Domitila Chungara a las Elecciones presidenciales de 1978. Fue también Diputado por el FRI en 1985 y candidato a la alcaldía del municipio de Arbieto en 1993.
- Eusebio Gironda (1941-): ministro de Trabajo por el FRI durante el gobierno de Jaime Paz Zamora (1989-1993) y candidato a la alcaldía de La Paz también por el FRI en 1999. Fue también exasesor del presidente Evo Morales Ayma.[15]
- Walter Villagra Romay  (1950-): diputado por el FRI en dos ocasiones; la primera desde 1989 hasta 1993 y la segunda desde 1993 hasta 1997. Actualmente es el secretario general del partido.
- Carlos Mesa (1953-): candidato a la presidencia de Bolivia por el FRI a las elecciones presidenciales de 2019.
- Gustavo Pedraza (1963-): candidato a la vicepresidencia de Bolivia por el FRI a las elecciones presidenciales de 2019.